# Aer Lingus

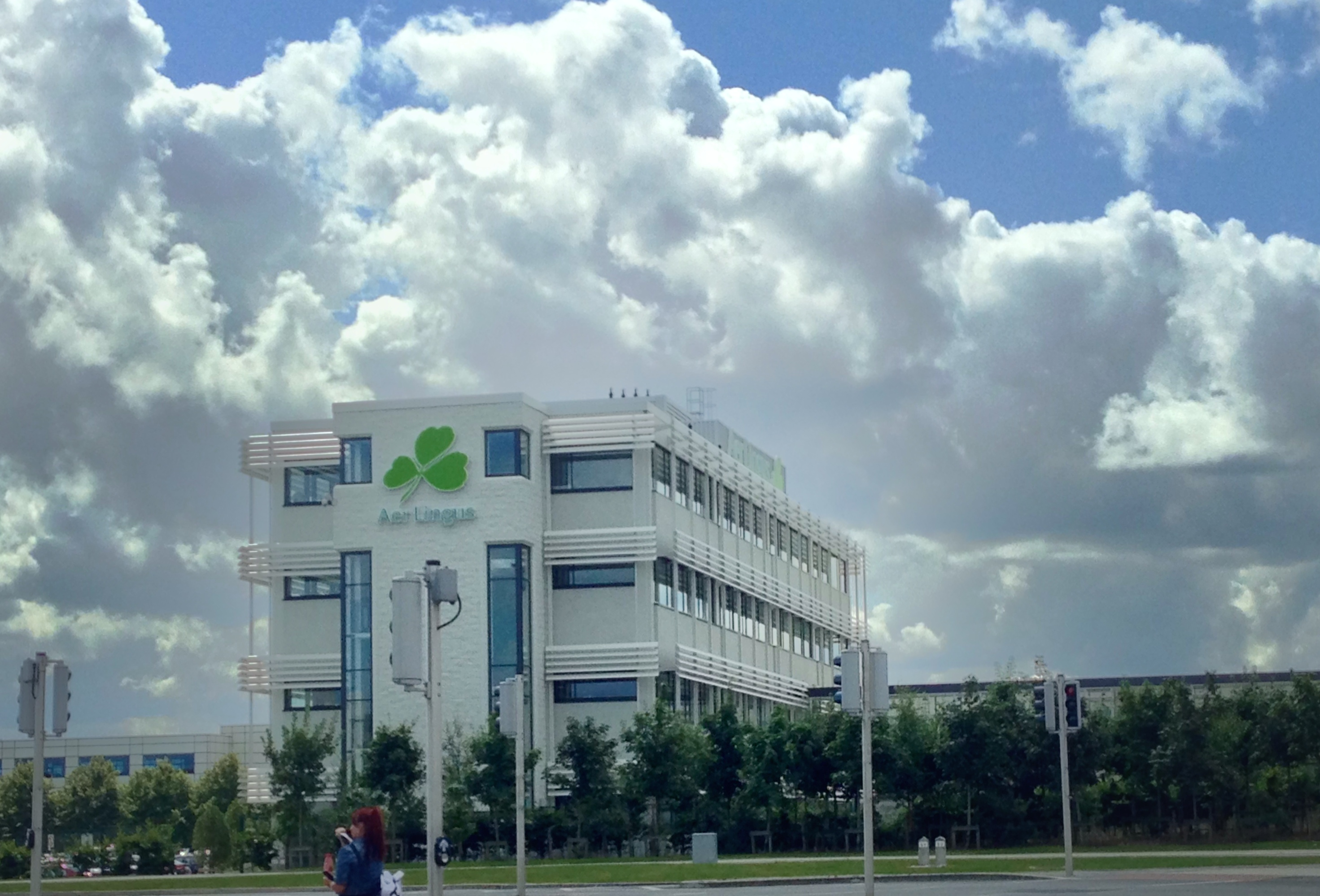
Het hoofdkantoor van Aer Lingus

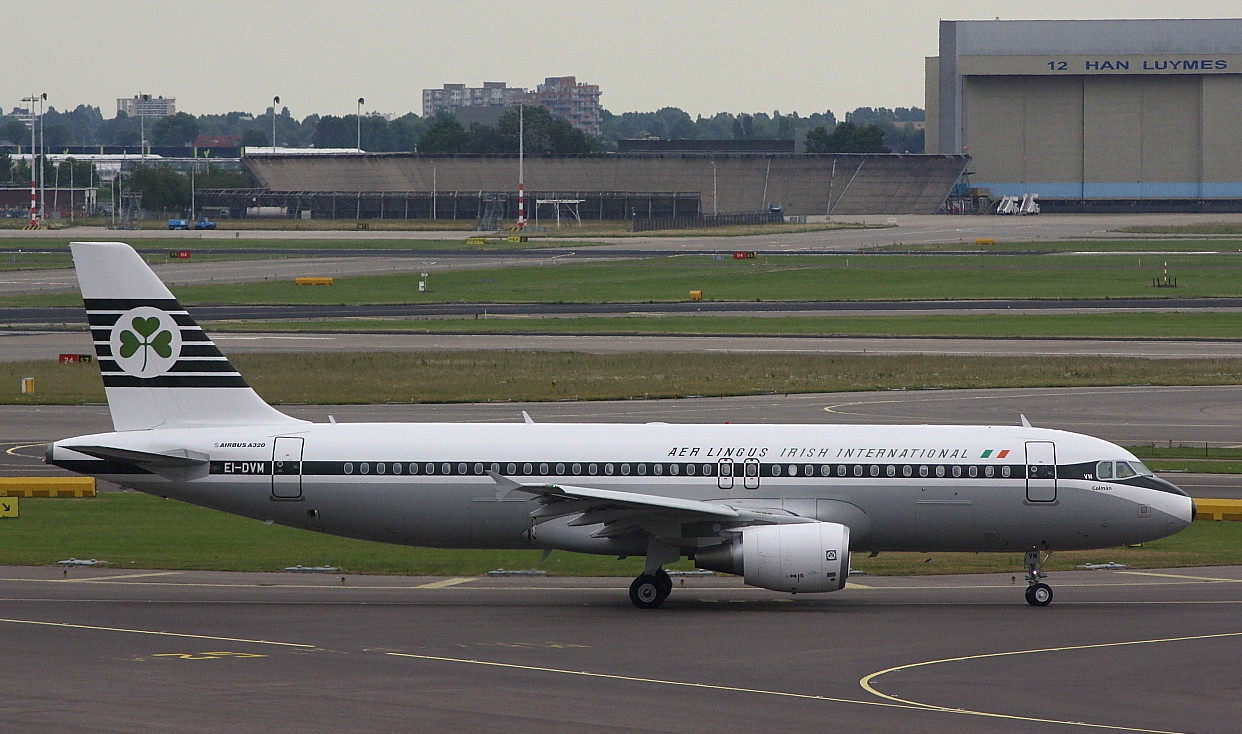
Aer Lingus A320 in retro-kleuren

Aer Lingus is de nationale luchtvaartmaatschappij van Ierland. De kleuren van de vliegtuigen zijn groen en wit, en in het logo zit een klaverblad, de Seamróg, het (niet-officiële) nationale symbool van Ierland. De maatschappij is geen onderdeel meer van de luchtvaartalliantie maar neemt wel deel aan het Avios-programma van de International Airlines Group.

## Naam
De naam Aer Lingus is Iers-Gaelisch en betekent "luchtvloot". Eigenlijk had het Aerloingeas moeten zijn, maar kennelijk heeft men de gecompliceerde Ierse spelling voor de duidelijkheid aangepast. Let op de spelling 'Aer', niet 'Air'. De combinatie 'ng' wordt uitgesproken als in het Nederlands, dus niet als in het Engelse finger.

## Geschiedenis
Aer Lingus werd opgericht in 1936 door de Ierse regering.
Aer Lingus richtte in 1989 Futura International Airways op, een Spaanse chartermaatschappij. In 2002 verkocht Aer Lingus 80% van de aandelen in Futura aan het management. Futura had op dat moment zo’n 600 medewerkers. Voor Aer Lingus leverde de verkoop €35 miljoen op. In 2007 verkocht zij de resterende 20% in Futura voor €11 miljoen.
In 2006 is Aer Lingus naar de beurs gestapt om daarmee de vloot te kunnen verdubbelen. Het bedrijf is genoteerd aan de Irish Stock Exchange. In reactie daarop trachtte Ryanair het bedrijf over te nemen. De overname mislukte uiteindelijk doordat de Europese Commissie (EC) de overname blokkeerde. Volgens de EC zou de overname de keuze voor de consument verminderen wat zou kunnen leiden tot hogere prijzen. In 2008 deed Ryanair een tweede poging, ook deze slaagde niet. Medio 2012 deed Ryanair wederom een bod op alle uitstaande aandelen. Ryanair had op dat moment al een belang van circa 30% als een resultaat van de eerder twee overnamepogingen. In juli 2015 verkocht Ryanair het belang voor 2,55 euro per aandeel aan International Airlines Group (IAG). Ryanair ontving bijna net zoveel voor het belang als het bedrijf negen jaar eerder betaalde.
In augustus 2013 bepaalde de Competition Commission, de Britse mededingingsautoriteit, dat Ryanair zijn belang in Aer Lingus moet beperken tot maximaal 5%. Volgens de toezichthouders heeft Ryanair met zijn huidige aandelenbelang van bijna 30% te veel invloed op het beleid van Aer Lingus, waardoor er te weinig concurrentie is. Ryanair noemde die uitspraak ongegrond, maar werd in hoger beroep niet in het gelijk gesteld. In september 2013 heeft Ryanair getracht het belang voor €260 miljoen te verkopen aan Etihad Airways. Etihad heeft al een aandelenbelang van 3% in Aer Lingus, maar heeft het aanbod afgeslagen.
Eind 2014 bracht IAG, het moederbedrijf van British Airways en Iberia, een bod uit op alle aandelen van Aer Lingus. Het bestuur wees dit af en IAG verhoogde kort daarna het eerste bod met 10 eurocent tot €2,40 per aandeel. Ook dit werd afgewezen. In mei 2015 bereikten IAG en de Ierse overheid een overeenkomst. De staat verkoopt 25,1% van de aandelen van Aer Lingus en IAG betaalt €2,55 per aandeel. Met deze afspraak is de overname van heel Aer Lingus een stap dichterbij gekomen. Er werd verder afgesproken dat Aer Lingus al hun landingsrechten op Londen Heathrow mag behouden, het merk Aer Lingus blijft bestaan en de hoofdzetel blijft in Dublin. Op 18 augustus 2015 had IAG 100% van de aandelen Aer Lingus in handen.

## Vloot
De vloot van Aer Lingus bestond in augustus 2024 uit de volgende vliegtuigen:
| Vliegtuig Types | In Dienst | Orders | Passagiers | Passagiers | Passagiers | Routes        | Opmerking               |
| Vliegtuig Types | In Dienst | Orders | B          | E          | Totaal     | Routes        | Opmerking               |
| --------------- | --------- | ------ | ---------- | ---------- | ---------- | ------------- | ----------------------- |
| Airbus A320-200 | 29        | 0      | -          | 174        | 174        | Binnen Europa | EI-DVM in retro kleuren |
| Airbus A320neo  | 6         | 0      | -          | 186        | 186        | Binnen Europa | -                       |
| Airbus A321neo  | 8         | 2      | 16         | 168        | 184        | Noord-Amerika | -                       |
| Airbus A330-200 | 3         | 0      | 23         | 243        | 266        | Noord-Amerika | -                       |
| Airbus A330-200 | 3         | 0      | 23         | 248        | 271        | Noord-Amerika | -                       |
| Airbus A330-300 | 10        | 0      | 30         | 287        | 317        | Noord-Amerika | -                       |
| Totaal          | 57        | 2      |            |            |            |               |                         |

## Codeshare
Aer Lingus heeft codeshare overeenkomsten met de volgende luchtvaartpartners:
| - Aer Lingus Regional - Air Canada - Alaska Airlines | - British Airways - Iberia - Jetblue | - United Airlines |

## Resultaten
In de onderstaande tabel zijn de belangrijkste financiële en operationele gegevens van Aer Lingus opgenomen. Zo’n 90% van de passagiers vliegen korte afstanden, veelal binnen Europa. De opbrengst van vrachtvervoer is minder dan 5% van de totale omzet.
| Jaar | Omzet          | Nettoresultaat | Passagiers (×miljoen) | Aantal vliegtuigen |
| ---- | -------------- | -------------- | --------------------- | ------------------ |
| 2006 | € 1116 miljoen | € −70 miljoen  | 8,6                   | n.b.               |
| 2007 | € 1285 miljoen | € 105 miljoen  | 9,3                   | 38                 |
| 2008 | € 1355 miljoen | € −110 miljoen | 10,0                  | 42                 |
| 2009 | € 1206 miljoen | € −130 miljoen | 10,4                  | 44                 |
| 2010 | € 1216 miljoen | € 43 miljoen   | 9,4                   | 43                 |
| 2011 | € 1288 miljoen | € 71 miljoen   | 9,5                   | 43                 |
| 2012 | € 1393 miljoen | € 34 miljoen   | 9,7                   | 44                 |
| 2013 | € 1425 miljoen | € 34 miljoen   | 9,6                   | 47                 |
| 2014 | € 1557 miljoen | € −96 miljoen  | 9,8                   | 50                 |
| 2015 | € 1719 miljoen | € 118 miljoen  | 10,1                  | 46                 |
| 2016 | € 1766 miljoen | € 206 miljoen  | 10,4                  | 47                 |
| 2017 | € 1859 miljoen | € 236 miljoen  | 10,9                  | 52                 |
| 2018 | € 2020 miljoen | € 258 miljoen  | 13,1                  | 56                 |
| 2019 | € 2125 miljoen | € 225 miljoen  | 11,7                  | 58                 |
| 2020 | € 470 miljoen  | € −502 miljoen | 2,1                   | 56                 |
| 2021 | € 336 miljoen  | € −339 miljoen | 2,1                   | 57                 |
| 2022 | € 1668 miljoen | € –23 miljoen  | 9,0                   | 56                 |
| 2023 | € 2147 miljoen | € 169 miljoen  | 10,8                  | 57                 |